# Uvbie jezik
Uvbie jezik (effurun, “evhro”, evrie, uvhria, uvwie; ISO 639-3: evh), jedan od pet jezika jugozapadne podskupine edoid, kojim govori 19 800 ljudi (2000) u nigerijskoj državi Delta.
Srodan je jeziku urhobo [urh]. Etnička grupa zove se Uvbie.

## Vanjske poveznice
- Ethnologue (14th)
- Ethnologue (15th)